# Ramón Danzós
Ramón Danzós Palomino (Bacadéhuachi, 1918 - Mexico-Stad, 18 februari 2002) was een communistisch Mexicaans activist en politicus.
In zijn jeugd sloot Danzós zich aan bij de Mexicaanse Communistische Partij (PCM), en nam vanaf 1935 deel aan acties voor de rechten van boeren. Hij richtte de Onafhankelijke Boerencentrale (ICI) op en verdedigde de rechten van Indianen en boeren in het zuiden van Mexico die niet de hen door de grondwet beloofde voorzieningen en gronden kregen toebedeeld. Tussen 1943 en 1973 heeft hij zevenmaal gevangengezeten, waaronder verscheidene malen wegens het vaag gedefinieerde 'sociale dissolutie'.
In 1958 richtte hij het Kiesfront van het Volk (FEP) op en poogde deze te laten erkennen als politieke partij, wat de Mexicaanse overheid weigerde. In 1962 was hij kandidaat voor het gouverneurschap in zijn thuisstaat Sonora en in 1964 presidentskandidaat, waarbij hij 0,21% van de stemmen haalde. Na conflicten over de te volgen koers stapte hij in 1975 uit de ICI en richtte de Onafhankelijke Centrale voor Arbeiders, Landbouwers en Boeren (CIOAC) op. Na de legalisering van de PCM in 1979 werd hij in de Kamer van Afgevaardigden gekozen en wederom in 1985 voor de Verenigde Socialistische Partij van Mexico (PSUM), de opvolger van de PCM.
Danzós was een van de oprichtende leden van de Mexicaanse Socialistische Partij (PMS) in 1987 en de Partij van de Democratische Revolutie (PRD) in 1989, waarvoor hij in 1991 nogmaals zonder succes poogde gouverneur te worden van Sonora. Hij overleed in 2002.
- Library of Congress Control Number: n2009010165
- Système universitaire de documentation: 235699942
- Virtual International Authority File: 78856771
- WorldCat: E39PBJpV4XTx6r7tJfWhhWyrv3